# Chaike Belchatowska Spiegel
Chaike Belchatowska Spiegel, nota anche con lo pseudonimo di Helen Spiegel (Varsavia, 11 novembre 1920 – Montreal, 26 marzo 2002), è stata una partigiana polacca di origine ebrea.
Si è distinta come combattente nella resistenza ebraica e per essere una delle partecipanti alla rivolta del ghetto di Varsavia del 1943 contro i nazisti che è vissuta più a lungo.

## Primi anni
Spiegel nacque a Varsavia, in Polonia, da una madre già impegnata politicamente. Era un membro del partito socialista-marxista ebraico Jewish Labour Bund. A causa dell'invasione della Polonia nel 1939 da parte dell'esercito della Germania nazista, ebbe inizio la deportazione sistematica degli ebrei polacchi, a cui ella si oppose.

## Rivolta del ghetto di Varsavia

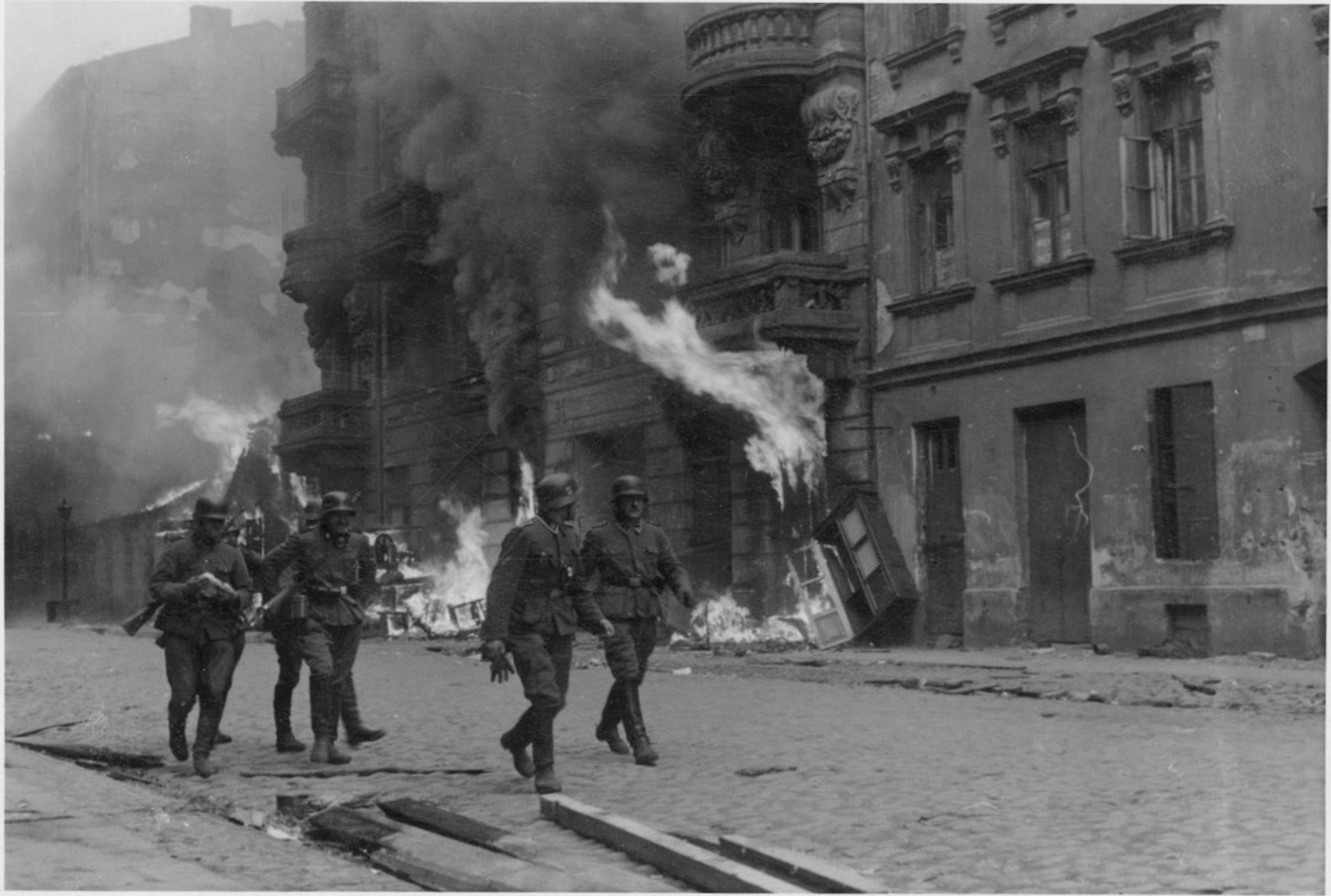
Varsavia in fiamme durante la rivolta del ghetto del 1943

Si unì alla Jewish Fighting Organization (conosciuta con l'acronimo polacco ZOB) nel gennaio 1943 dopo essere scappata dal treno che la stava portando al campo di sterminio di Treblinka nel novembre 1942. Nella prima notte della festa ebraica di Pasqua, il 19 aprile 1943, al comando del colonnello Ferdinand von Sammern-Frankenegg, una forza nazista entrò nel ghetto per proseguire la deportazione ma furono respinti dallo ZOB e da altri gruppi di resistenza, subendo pesanti perdite I tedeschi furono colti di sorpresa poiché i combattenti erano scarsamente armati con solo una manciata di armi obsolete di contrabbando, bottiglie molotov improvvisate e poche munizioni.
I nazisti attaccarono sotto il comando del generale Jürgen Stroop, dopo che il colonnello Sammern-Frankenegg era stato sollevato dal suo comando, ma furono nuovamente bloccati dagli ebrei dopo diversi giorni di effettivi combattimenti. I tedeschi decisero quindi di cambiare approccio e portarono i lanciafiamme per bruciare sistematicamente il ghetto. L'8 maggio usarono infine gas velenosi, così il quartier generale della ZOB cadde.
Si stima che circa 7.000 ebrei furono uccisi durante i combattimenti e 30.000 furono deportati nei campi di sterminio, mentre da cinquanta a cento combattenti della resistenza ebrea fuggirono nei boschi fuori Varsavia.
Spiegel si trasferì in Svezia dopo che i tedeschi furono cacciati dalla Polonia dalle truppe sovietiche. Era sposata con Boruch Yakir Spiegel che era uno dei combattenti della resistenza ebrei che riuscì a fuggire dal ghetto nelle foreste fuori Varsavia. Furono rifiutati i visti americani e risiedettero in Svezia e Canada dopo la guerra.

## Morte
Morì a Montreal, in Canada, il 26 marzo 2002. Lascia un figlio, Julius Spiegel, e una figlia, Mindy Spiegel.